# Mesocyclops kayi
Mesocyclops kayi is een eenoogkreeftjessoort uit de familie van de Cyclopidae. De wetenschappelijke naam van de soort is voor het eerst geldig gepubliceerd in 2003 door Holynska & Brown.